# Doug Moe
Douglas Edwin Moe (ur. 21 września 1938 na Brooklynie) – amerykański koszykarz, występujący na pozycji skrzydłowego, uczestnik spotkań gwiazd ABA, wybierany do składów najlepszych zawodników ligi, po zakończeniu kariery zaliczony do składu najlepszych zawodników w historii ligi ABA (ABA's All-Time Team - 1997). Laureat nagrody Trener Roku NBA.

## Osiągnięcia

### ABA
- Mistrz ABA (1969)[5]
- Wicemistrz ABA (1968)[6]
- 3-krotny uczestnik ABA All-Star Game (1968–1970)[1][7]
- Wybrany do:
  - I składu ABA (1968)[2]
  - II składu ABA (1969)[2]
- składu najlepszych zawodników w historii ligi ABA (ABA's All-Time Team - 1997)[3]

### Trenerskie
- Finalista ABA jako asystent trenera (1976)[8]
- Trener Roku NBA (1988)[4]
- Klub Denver Nuggets zastrzegł na jego cześć numer 432 (liczba zwycięstw jako trener Nuggets)[9]